# Heydon (Norfolk)
Heydon is een civil parish in het bestuurlijke gebied Broadland, in het Engelse graafschap Norfolk met 222 inwoners.